# Vilamajor (Pujalt)
Vilamajor és un petit poble que depèn del municipi de Pujalt, a l'Anoia, però té molt més a prop Sant Guim de Freixenet, a la Segarra. A la dècada del 2020 té una dotzena d'habitants.

## Descripció
En destaca l'ermita romànica de Sant Joan de Vilamajor.

## Història
Les primeres referències daten del 1157. A mitjan segle xix es va annexar a Pujalt, com també van fer l'Astor, la Guàrdia Pilosa i Conill. A partir de la segona meitat del segle xx la població va descendir. L'església es va restaurar l'any 2000.